# Bezzia corvina
Bezzia corvina är en tvåvingeart som beskrevs av Remm 1974. Bezzia corvina ingår i släktet Bezzia och familjen svidknott. Inga underarter finns listade i Catalogue of Life.